# Gran Premi dels Estats Units del 2012
El Gran Premi dels Estats Units de Fórmula 1 de la temporada 2012 s'ha disputat al Circuit d'Austin, del 16 al 18 de novembre del 2012.

## Resultats de la qualificació
| Pos                                   | No | Pilot              | Constructor           | Part 1   | Part 2   | Part 3   | Sortida |
| ------------------------------------- | -- | ------------------ | --------------------- | -------- | -------- | -------- | ------- |
| 1                                     | 1  | Sebastian Vettel   | Red Bull-Renault      | 1:36.558 | 1:35.796 | 1:35.657 | 1       |
| 2                                     | 4  | Lewis Hamilton     | McLaren-Mercedes      | 1:37.058 | 1:36.795 | 1:35.766 | 2       |
| 3                                     | 2  | Mark Webber        | Red Bull-Renault      | 1:37.215 | 1:36.298 | 1:36.174 | 3       |
| 4                                     | 10 | Romain Grosjean    | Lotus F1 Team-Renault | 1:37.486 | 1:36.906 | 1:36.587 | 81      |
| 5                                     | 9  | Kimi Räikkönen     | Lotus F1 Team-Renault | 1:38.051 | 1:37.404 | 1:36.708 | 4       |
| 6                                     | 7  | Michael Schumacher | Mercedes GP           | 1:37.927 | 1:37.102 | 1:36.794 | 5       |
| 7                                     | 6  | Felipe Massa       | Ferrari               | 1:37.667 | 1:36.549 | 1:36.937 | 111     |
| 8                                     | 12 | Nico Hülkenberg    | Force India-Mercedes  | 1:37.756 | 1:37.066 | 1:37.141 | 6       |
| 9                                     | 5  | Fernando Alonso    | Ferrari               | 1:37.968 | 1:37.123 | 1:37.300 | 7       |
| 10                                    | 18 | Pastor Maldonado   | Williams-Renault      | 1:37.537 | 1:37.011 | 1:37.842 | 9       |
| 11                                    | 19 | Bruno Senna        | Williams-Renault      | 1:37.520 | 1:37.604 |          | 10      |
| 12                                    | 3  | Jenson Button      | McLaren-Mercedes      | 1:37.565 | 1:37.616 |          | 12      |
| 13                                    | 11 | Paul di Resta      | Force India-Mercedes  | 1:38.104 | 1:37.665 |          | 13      |
| 14                                    | 17 | Jean-Éric Vergne   | Toro Rosso-Ferrari    | 1:38.434 | 1:37.879 |          | 14      |
| 15                                    | 15 | Sergio Pérez       | Sauber-Ferrari        | 1:38.500 | 1:38.206 |          | 15      |
| 16                                    | 14 | Kamui Kobayashi    | Sauber-Ferrari        | 1:38.418 | 1:38.437 |          | 16      |
| 17                                    | 8  | Nico Rosberg       | Mercedes GP           | 1:38.862 | 1:38.501 |          | 17      |
| 18                                    | 16 | Daniel Ricciardo   | Toro Rosso-Ferrari    | 1:39.114 |          |          | 18      |
| 19                                    | 24 | Timo Glock         | Marussia-Cosworth     | 1:40.056 |          |          | 19      |
| 20                                    | 25 | Charles Pic        | Marussia-Cosworth     | 1:40.664 |          |          | 20      |
| 21                                    | 21 | Vitali Petrov      | Caterham-Renault      | 1:40.809 |          |          | 21      |
| 22                                    | 20 | Heikki Kovalainen  | Caterham-Renault      | 1:41.166 |          |          | 22      |
| 23                                    | 22 | Pedro de la Rosa   | HRT-Cosworth          | 1:42.011 |          |          | 23      |
| 24                                    | 23 | Narain Karthikeyan | HRT-Cosworth          | 1:42.740 |          |          | 24      |
| temps per la regla del 107%: 1:43.317 |    |                    |                       |          |          |          |         |
| Font:                                 |    |                    |                       |          |          |          |         |

Notes
- ^1  — Romain Grosjean ha estat penalitzat amb 5 posicions a la graella de sortida per substituir la caixa de canvi i Felipe Massa ha rebut la mateixa penalització perquè Ferrari ha trencat els segell de la FIA a la seva caixa de canvi per afavorir la posició de sortida de Fernando Alonso (guanya una posició i passa a sortir pel costat net).[1]

## Resultats de la Cursa
| Pos   | No | Pilot              | Constructor           | Voltes | Temps / Retirada | Pos.Sortida | Punts |
| ----- | -- | ------------------ | --------------------- | ------ | ---------------- | ----------- | ----- |
| 1     | 4  | Lewis Hamilton     | McLaren-Mercedes      | 56     | 1h 35' 55. 269   | 2           | 25    |
| 2     | 1  | Sebastian Vettel   | Red Bull-Renault      | 56     | + 0.675 s        | 1           | 18    |
| 3     | 5  | Fernando Alonso    | Ferrari               | 56     | + 39.229 s       | 7           | 15    |
| 4     | 6  | Felipe Massa       | Ferrari               | 56     | + 46.013 s       | 11          | 12    |
| 5     | 3  | Jenson Button      | McLaren-Mercedes      | 56     | + 56.432 s       | 12          | 10    |
| 6     | 9  | Kimi Räikkönen     | Lotus F1 Team-Renault | 56     | + 1' 04.425 min. | 4           | 8     |
| 7     | 10 | Romain Grosjean    | Lotus F1 Team-Renault | 56     | + 1' 10.313 min. | 8           | 6     |
| 8     | 12 | Nico Hülkenberg    | Force India-Mercedes  | 56     | + 1' 13.792 min. | 6           | 4     |
| 9     | 18 | Pastor Maldonado   | Williams-Renault      | 56     | + 1' 14.525 min. | 9           | 2     |
| 10    | 19 | Bruno Senna        | Williams-Renault      | 56     | + 1' 15.133 min. | 11          | 1     |
| 11    | 15 | Sergio Pérez       | Sauber-Ferrari        | 56     | + 1' 24.341 min. | 15          |       |
| 12    | 16 | Daniel Ricciardo   | Toro Rosso-Ferrari    | 56     | + 1' 24.871 min. | 18          |       |
| 13    | 8  | Nico Rosberg       | Mercedes GP           | 56     | + 1' 25.510 min. | 17          |       |
| 14    | 14 | Kamui Kobayashi    | Sauber-Ferrari        | 55     | + 1 Volta        | 16          |       |
| 15    | 11 | Paul di Resta      | Force India-Mercedes  | 55     | + 1 Volta        | 13          |       |
| 16    | 7  | Michael Schumacher | Mercedes GP           | 55     | + 1 Volta        | 5           |       |
| 17    | 21 | Vitali Petrov      | Caterham-Renault      | 55     | + 1 Volta        | 21          |       |
| 18    | 20 | Heikki Kovalainen  | Caterham-Renault      | 55     | + 1 Volta        | 22          |       |
| 19    | 24 | Timo Glock         | Marussia-Cosworth     | 55     | + 1 Volta        | 19          |       |
| 20    | 25 | Charles Pic        | Marussia-Cosworth     | 54     | + 2 Voltes       | 20          |       |
| 21    | 22 | Pedro de la Rosa   | HRT-Cosworth          | 54     | + 2 Voltes       | 23          |       |
| 22    | 23 | Narain Karthikeyan | HRT-Cosworth          | 54     | + 2 Voltes       | 24          |       |
| Ret   | 2  | Mark Webber        | Red Bull-Renault      | 16     | Alternador       | 3           |       |
| Ret   | 17 | Jean-Éric Vergne   | Toro Rosso-Ferrari    | 14     | Suspensions      | 14          |       |
| Font: |    |                    |                       |        |                  |             |       |

## Classificació del mundial després de la cursa
| Pos | Pilot            | Punts |
| --- | ---------------- | ----- |
| 1   | Sebastian Vettel | 273   |
| 2   | Fernando Alonso  | 260   |
| 3   | Kimi Räikkönen   | 206   |
| 4   | Lewis Hamilton   | 190   |
| 5   | Mark Webber      | 167   |

| Pos | Constructor           | Punts |
| --- | --------------------- | ----- |
| 1   | Red Bull-Renault      | 440   |
| 2   | Ferrari               | 367   |
| 3   | McLaren-Mercedes      | 353   |
| 4   | Lotus F1 Team-Renault | 302   |
| 5   | Mercedes GP           | 136   |

- Nota: Només s'inclouen els 5 primers de cada classificació. Per veure-la completa aneu a Temporada 2012 de Fórmula 1

## Altres
- Pole: Sebastian Vettel 	1' 35. 657

- Volta ràpida: Sebastian Vettel 	1' 39. 349 (a la volta 56)